# Cimetière sous-marin
Ne doit pas être confondu avec cimetière de bateaux ou cimetière marin.
Un cimetière sous-marin est un site immergé où se trouvent des vestiges de bateaux et autres carcasses (tanks, avions, voitures…). Le plus grand se trouve dans le lagon des îles Truk dans l’État de Chuuk aux États fédérés de Micronésie.

## Cimetière sous-marin militaire
Les plus grands cimetières sous-marins militaires sont d’anciens sites de stationnement de flotte militaire ayant été victimes d’attaques ou de sabotage. On y retrouve alors tous types de carcasses d’engins de transports (bateaux, avions, Jeeps, blindés, …) et ces sites deviennent souvent des curiosités pour les amateurs de plongée ou les pilleurs.
En 2013, un cimetière sous-marin de 41 sous-marins U-Boot allemands et 3 submersibles britanniques datant de la Première Guerre mondiale a été découvert au large des côtes sud-est de l’Angleterre.
Au large des îles Marshall, un cimetière d’épaves d’avions des forces armées des États-Unis et datant de la Seconde Guerre mondiale se trouve à 40 mètres de profondeur, un site très prisé par les plongeurs depuis les années 1960. Les avions n’ont pas été victimes d’une attaque mais ont été coulés par les responsables militaires américains à la fin du conflit, jetés comme des déchets directement depuis les porte-avions, ce qui explique que certains ont atterri sur leur nez,.

### États-Unis: Bureau des sanctuaires marins nationaux
Aux États-Unis, l’agence National Oceanic and Atmospheric Administration (NOAA) dispose d’un bureau des sanctuaires marins nationaux (Office of National Marine Sanctuaries) qui se charge notamment de la préservation des cimetières sous-marins dans les eaux territoriales américaines, dont celui au large des côtes de Caroline du Nord, le Graveyard of the Atlantic. L’Office of National Marine Sanctuaries a été créé à la suite de la mise en exercice du Office of National Marine Sanctuaries Act en 1972. Son amendement a été renouvelé tous les quatre ans jusqu’au début des années 2000.

### Classement par taille
1. Lagon des Îles Truk (Chuuk): importante base militaire japonaise depuis 1919, le lagon est pris pour cible lors de l’opération Hailstone du 17 février 1944. Résultat, les fonds marins sont tapissés de 60 navires, 400 avions, et autant d’autres carcasses en tout genre éparpillées sur des kilomètres à la ronde[6].
2. Baie de Scapa Flow (Écosse) : le 21 juin 1919, un amiral allemand ordonne de saborder 74 bâtiments de la Kaiserliche Marine de peur qu’ils ne tombent sous le contrôle des britanniques[6].

### Galerie

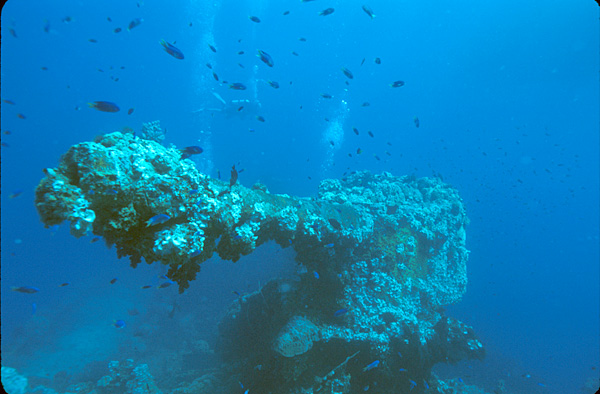
Un canon du Fujikawa Maru (lagon de Truk)
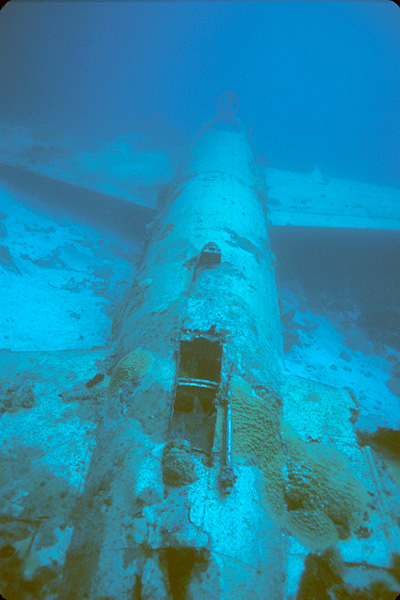
Bombardier Mitsubishi "Betty" (lagon de Truk)
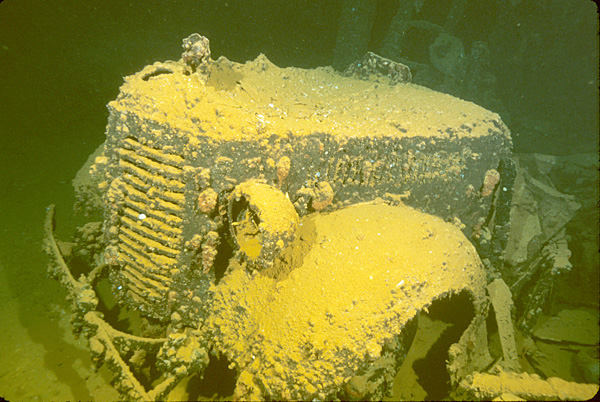
Camion dans la cale du Hoki Maru (lagon de Truk)
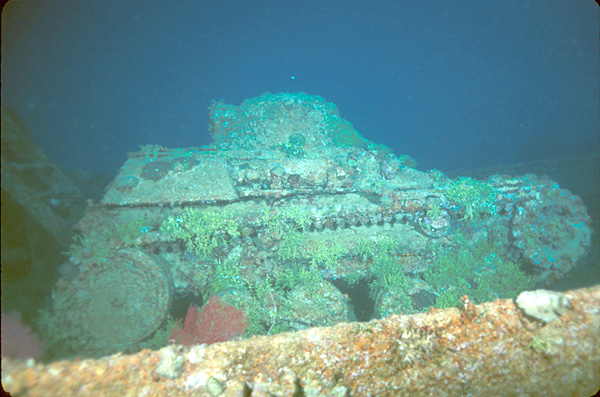
Chenillette sur le pont du Nippo Maru (lagon de Truk)

## Cimetière sous-marin humain
En 2007 ouvre en Floride le premier cimetière sous-marin pour humains. Intégré au sein du Neptune Memorial Reef (en), le plus grand corail artificiel au monde situé au large de Key Biscayne, le cimetière est composé de sculptures ou structures en béton au sein desquels les cendres des personnes décédées ont été mêlées lors du moulage. Les pierres tombales ainsi créées sont ensuite immergées et mélangées avec le corail,.